# Franz Philipp Fenner von Fenneberg
Franz Philipp Fenner von Fenneberg (Salorno, 10 luglio 1759 – Jarosław, 19 ottobre 1824) è stato un militare austriaco. Fu attivo durante le guerre rivoluzionarie francesi e le guerre napoleoniche.

## Biografia

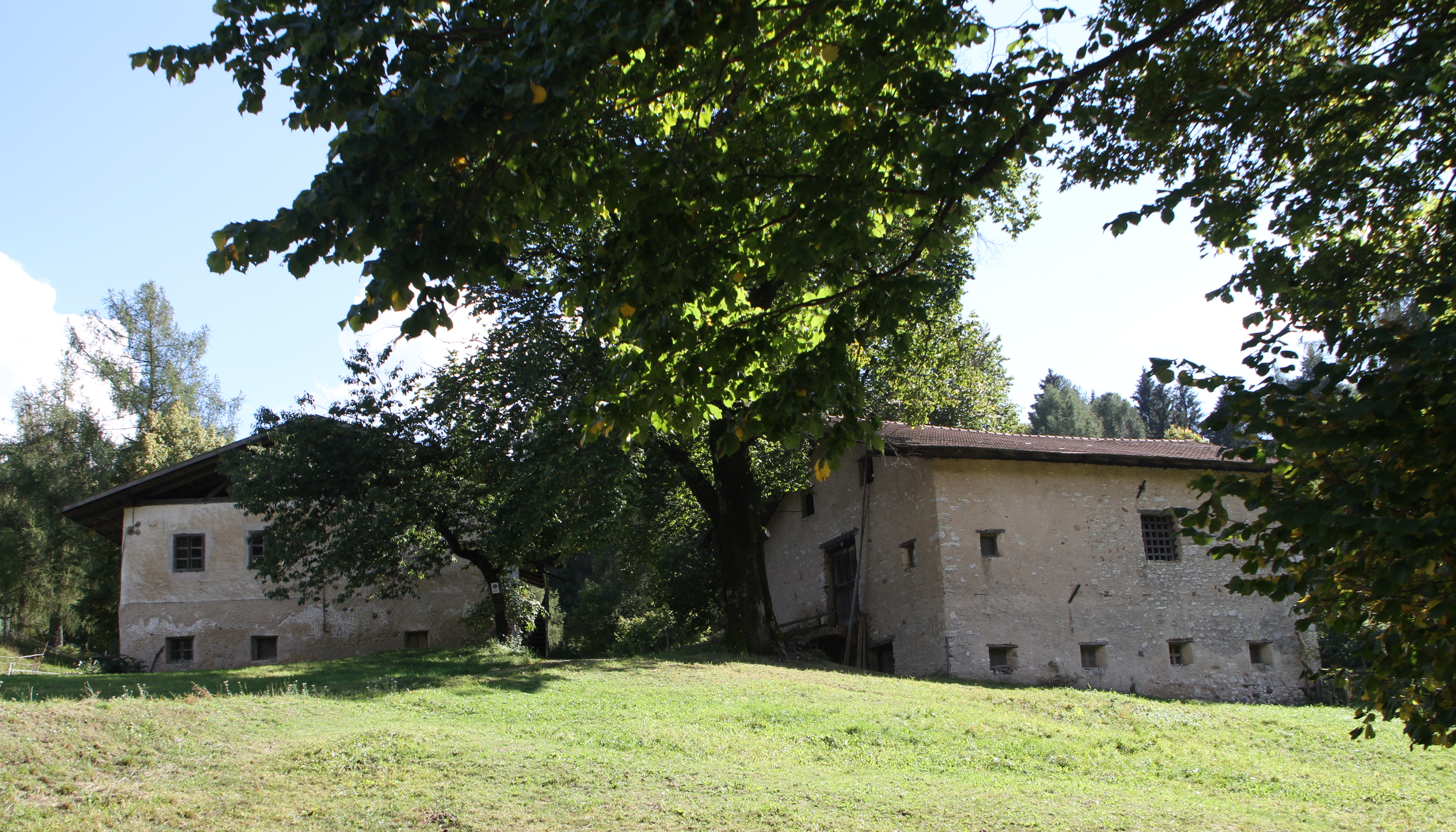
Margreid-Unterfennberg 22 – Luogo di nascita di Fenner von Fenneberg

Fenner von Fenneberg nacque il 10 luglio 1759 a Salorno, all'epoca possedimento della monarchia asburgica, mentre oggi comune dell'Alto Adige (in tedesco Südtirol), in Italia. In diverse fonti il suo anno di nascita è indicato come il 1762. Il suo luogo di nascita effettivo era sul monte Favogna (in tedesco Fennberg), che a quel tempo apparteneva a Salorno e che oggi si trova nel comune di Magrè.
Fenner si arruolò nell'esercito imperiale austriaco nel 1777, prendendo servizio nel reggimento di fanteria Lacy. Divenne un alfiere l'anno successivo, sottotenente nel 1783, tenente nel 1788 e, dopo aver preso servizio nella guerra austro-turca, divenne capitano nel 1790. Dopo lo scoppio della guerra della Prima coalizione, combatté in diversi teatri di guerra, tra cui nei Paesi Bassi nel 1792 e 1793, dove ottenne la promozione a maggiore, e sul Basso Reno nel 1796. In Germania si distinse nella presa di Offenburg, operazione militare compiuta dopo che era stato promosso a tenente colonnello. Fu in questo stesso periodo che ottenne il titolo di Freiherr e il predicato nobiliare di von Fenneberg.
Nel 1805, già divenuto colonnello, comandava uno dei battaglioni del corpo del generale Jelačić e si distinse per la prudenza con cui si ritirò dalla Svevia al Vorarlberg. Dopo la capitolazione si trasferì prima in Boemia e dopo a Villaco, dove il suo reggimento fu ricostituito. Nel 1809, come maggior generale, si distinse nella difesa del Tirolo durante la guerra della Quinta coalizione.
Fu nuovamente promosso a tenente feldmaresciallo nel 1813, precedentemente alla sua collocazione presso l'armata del generale Hiller, destinata ad invadere l'Italia poche settimane dopo. Fu affidato lui il comando dell'estrema destra dell'esercito, venendo destinato a combattere le forze del generale Gifflenga per il possesso del Tirolo. Riuscì a svolgere il compito affidatogli egregiamente: sconfisse i napoleonici a Mühlbachl nei primi giorni di ottobre, forzandoli a tornare in Trentino, per poi ripetersi ad Ala e Volano tra il 26 ottobre. Ferito negli scontri, fu costretto a cedere il comando al generale Vlašić. Per questi atti, ricevette l'8 novembre 1813 la Croce di cavaliere dell'Ordine militare di Maria Teresa e  fu insignito del titolo di Inhaber del Tiroler Jäger Corps, poi sciolto e ricostituito nel 1816 come reggimento Tiroler Jäger.

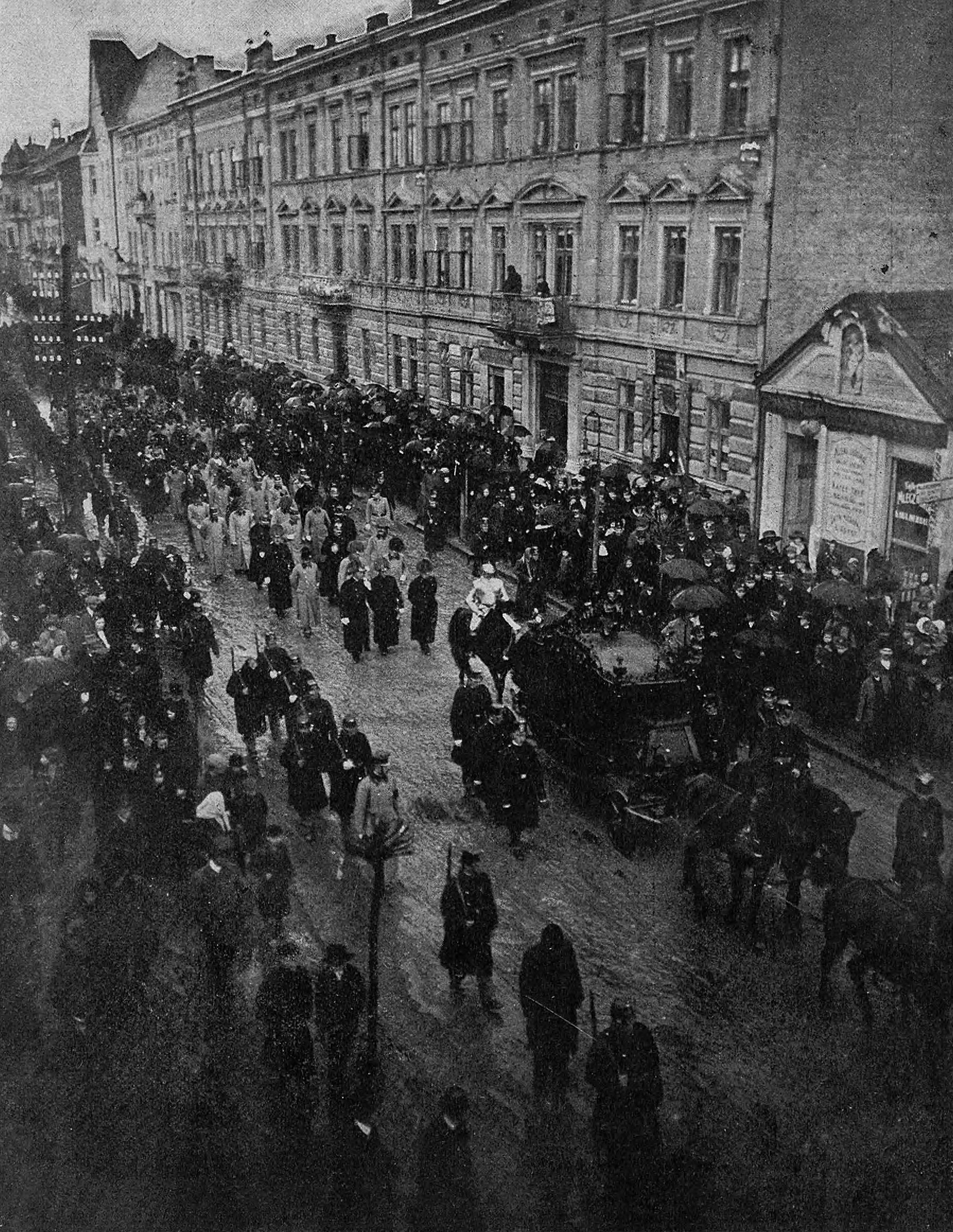
Traslazione dei resti da Jarosław nel 1913

Nel 1820 venne trasferito in Galizia, dove prestò servizio come generale di divisione.  Fenner morì il 19 ottobre 1824 a Jarosław Nel 1913 i suoi resti furono traslati da Jarosław in Tirolo.